# 海老名郵便局
海老名郵便局（えびなゆうびんきょく）は神奈川県海老名市にある郵便局。民営化前の分類では集配普通郵便局であった（現在は集配機能を廃止）。

## 概要
住所：〒243-0432 神奈川県海老名市中央二丁目7番5号
長らく、集配業務は旧海老名町域では厚木郵便局（厚木市、1873年開局）が、旧有馬村域は有馬郵便局（1908年開局）が担当しており、戦前に旧海老名町域に存在した郵便局は国分郵便局（大字国分、無集配局）のみであった。1955年（昭和30年）に両町村が合併し、同じ海老名町内で集配局が異なるという不便な状態が続いていた。これを解消するため、1969年（昭和44年）に町長と関係者が郵政局に対し普通郵便局の設置を上申し、その後開局が確約された。
1983年（昭和58年）7月4日に開局、業務開始。開局にあたって、厚木郵便局（〒243）と有馬郵便局（〒243-04）が受け持っていた海老名市内の集配業務が移管され、郵便番号は 243-04 に統一された（当時の郵便番号は3桁または5桁）。建屋は鉄筋コンクリート造（地下1階、地上2階）となっている。
郵便物集配体制の再編により、2017年（平成29年）8月21日に集配業務を綾瀬郵便局に移管して無集配局となった。

### 併設施設
かんぽ生命保険海老名支店

## 沿革
- 1983年（昭和58年）7月4日 - 集配普通郵便局「海老名郵便局」として、海老名市国分字関免33番地1に開局[4][5]。同日厚木郵便局から集配業務の一部と、有馬郵便局から集配業務全部を移管[4]。
- 1991年（平成3年）11月11日 - 住居表示実施により、所在地が海老名市中央二丁目7番5号となる[6]。
- 1996年（平成8年）7月1日 - 外国通貨の両替および旅行小切手の売買に関する業務取扱を開始。
- 2007年（平成19年）10月1日 - 民営化に伴い、併設された郵便事業海老名支店に一部業務を移管。
- 2012年（平成24年）10月1日 - 日本郵便株式会社発足に伴い、郵便事業海老名支店を海老名郵便局に統合。
- 2017年（平成29年）8月21日 - 集配業務を綾瀬郵便局に移管し、ゆうゆう窓口を廃止[7][8]。これにより郵便局専用番号（〒243-0499）も廃止。
- 2018年（平成30年）7月23日 - 橋本郵便局（神奈川県）からかんぽ生命保険橋本支店が移転。海老名支店と改称。

## 取扱内容

### 海老名郵便局
- 郵便、印紙、ゆうパック、内容証明
- 貯金、為替、振替、振込、国際送金、外貨両替、国債、投資信託
- 生命保険、バイク自賠責保険、自動車保険
- ゆうちょ銀行ATM

### かんぽ生命保険海老名支店
個人向け窓口業務は、郵便局が代理店として行う。

## 周辺
- 海老名市役所
- イオン海老名店
- ビナウォーク
- 相模国分寺

## アクセス
- 小田急小田原線、相鉄本線、JR相模線 海老名駅から徒歩約10分
- 相鉄バス 郵便局前停留所下車
- 首都圏中央連絡自動車道（圏央道） 海老名IC北東へ約3km
- 東名高速道路 綾瀬SIC西へ約3km
- 駐車場あり：12台